# Habit à la française

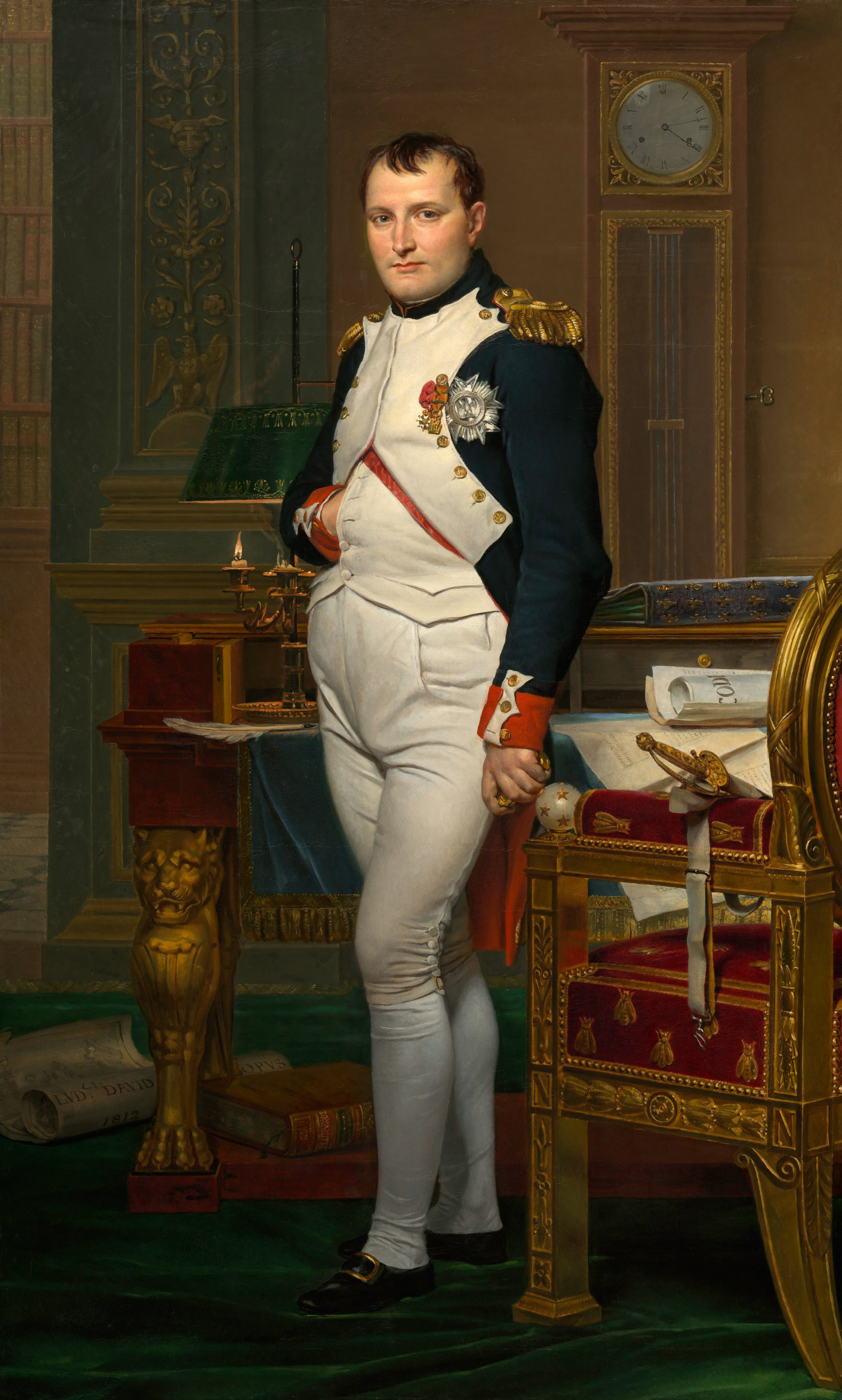
Наполеон Бонапарт у habit à la française (мундир піших гренадерів гвардії). Жак-Луї Давід, 1812 рік.

Habit à la française (мундир «на французький манір», мундир «французького типу») також відомий під назвами habit-surtout (мундир-сюртук) або habit-long (довгий мундир) — мундир відмінного крою, якій був у використанні у французькому королівському війську пізнього періоду, пізніше у військах Французької республіки та Французької Імперії Наполеона. Також зустрічався в арміях інших європейських країнах, головним чином союзників та сателітів наполеонівської Франції. Такий мундир носився головним чином в піхоті та артилерії, але також у багатьох видах кавалерії (кірасири, драгуни, кінні єгері).

## Історія
Вигляд мундира регламентований королівським указом у 1779 році, указ від жовтня 1786 року описував його більш детально. Цей регламент залишався актуальним до кінця Першої імперії.

## Опис

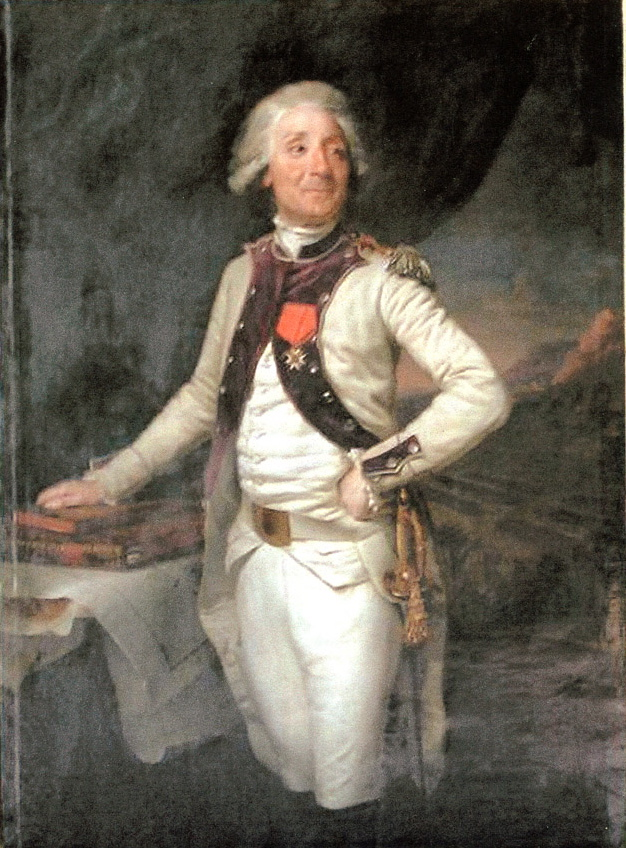
Офіцер королівської армії Сімон де Солемі у мундирі піхотного полку д'Овернь. Антуан Вестье, близько 1780 року.

В цілому мав вигляд типовий для чоловічого верхнього одягу того часу, що мав назву абі́ — від фр. habit, що його носили військові та дворяни. Зовнішній вигляд habit à la française був таким: крій двобортний, з лацканами; сторчовий комір, у королівський час не дуже високий, пізніше значно вище; обшлага круглі, такої ж ширини, як і рукав. Мундир застібався на гаплики лише на грудях, а приблизно від сонячного сплетіння його борти розходилися у боки, створюючи трикутний виріз, якій відкривав нижню частину камзолу або жилету. Нижня частина лацканів при цьому обрамляла цей виріз з обох боків. Цей трикутний виріз був найхарактернішою рисою habit à la française, якій власно і відрізняв його з поміж інших схожих за кроєм мундирів. Нижче правого лацкана нашивались спочатку чотири, пізніше три ґудзики, з лівого борту прорізалась відповідна кількість петель. На фалдах були відвороти, та кишені, які могли бути горизонтальними або вертикальними. Клапан кишені мав три гострих виступи та три ґудзики. На плечах розташовувались погони або еполети. 
В більшості королівських піхотних полків колір мундира був білий, лацкани, обшлага, коміри та відвороти фалд робились з сукна прикладного кольору — різного для різних полків. В період республіки в піхоті був прийнятий темно-синій колір мундира, білий колір лацканів та червоний колір коміра, обшлагів та випусток, що відповідало кольорам національного прапора, така ж сама гамма залишилась і при Наполеоні, окрім короткого часу, коли була спроба ввести мундир білого кольору.